# Политические партии Пуэрто-Рико
В Пуэрто-Рико принята гибридная система относительного большинства, разновидность мажоритарной избирательной системы, при которой избиратель может голосовать за партию, кандидата или за них обоих. Для того, чтобы квалифицироваться в качестве официальной политической партии (и, таким образом, участвовать в выборах), партия должна соответствовать критериям, установленным Законом Пуэрто-Рико о выборах (англ. Puerto Rico Electoral Law).
До участия в выборах допускаются партии получившие по меньшей мере 3 % прямых голосов на всеобщих выборах или 5 % голосов на губернаторских выборах либо представившие требуемое число подписей (в настоящее время 3 % от общего числа всех голосов, поданных за губернатора на предшествующих всеобщих выборов).

## Характеристика партийной системы
Традиционно, главным вопросом для пуэрто-риканских партий является статус острова: сохранение нынешнего положения свободно присоединившегося к США государства, вхождение в США в качестве 51-го штата или провозглашение независимого государства. Первой позиции придерживается правящая на данный момент Народно-демократическая партия, за полное присоединение острова к Соединённым Штатам выступает вторая по популярности в стране Новая прогрессивная партия, идеи независимости придерживается третья по силе Партия независимости Пуэрто-Рико.
В дополнение к этим трём основным партиям, на острове также действуют представительства обеих основных партий США: Республиканская партия Пуэрто-Рико (исп. Partido Republicano de Puerto Rico) и Демократическая партия Пуэрто-Рико (исп. Partido Demócrata de Puerto Rico). Они не зарегистрированы и не принимают участия в выборах, но действуют, в частности участвуют в праймериз Республиканской и Демократической партий. Многие члены Новой прогрессивной партии являются одновременно членами Республиканской партии, в то время как многие приверженцы Народно-демократической партий являются демократами.

## Зарегистрированные партии
По состоянию на 1 июня 2012 года в Пуэрто-Рико было шесть зарегистрированных политических партий, из них только три представлены в парламенте. Цветом выделены победители выборов  Народно-демократическая партия и  Новая прогрессивная партия.
| Название                         | Оригинальное название                             | Год  | Лидер                    | Идеология | Результаты выборов 2012 | Результаты выборов 2012 | Результаты выборов 2012 | Результаты выборов 2012 | Результаты выборов 2012 |
| Название                         | Оригинальное название                             | Год  | Лидер                    | Идеология | Губернатор              | Резидент                | Сенат                   | ПП                      | Мэры                    |
| -------------------------------- | ------------------------------------------------- | ---- | ------------------------ | --- | ----------------------- | ----------------------- | ----------------------- | ----------------------- | ----------------------- |
| Народно-демократическая партия   | исп. Partido Popular Democrático, PPD             | 1938 | Алехандро Гарсия Падилья | Левый центр; социальный либерализм, социал-демократия, автономизм, сохранение статуса свободного присоединившегося государства        | 47,73 %                 | 47,16 %                 | 18                      | 28                      | 47                      |
| Новая прогрессивная партия       | исп. Partido Nuevo Progresista, PNP               | 1967 | Педро Пьерлуиси          | Правый центр; статус 51-го штата США, неолиберализм, консерватизм, социальный либерализм                                              | 47,13 %                 | 48,44 %                 | 8                       | 23                      | 31                      |
| Партия независимости Пуэрто-Рико | исп. Partido Independentista Puertorriqueño, PIP  | 1946 | Хуан Далмау Рамирес      | Левые; независимость, социал-демократия, демократический социализм, паниспанизм                                                       | 2,52 %                  | 2,08 %                  | 1                       | —                       | —                       |
| Рабочая народная партия          | исп. Partido del Pueblo Trabajador, PPT           | 2010 | Рафаэль Бернабе Рифкол   | Левые; социализм, социальная справедливость, феминизм, защита рабочего класса и окружающей среды, повышение благосостояния трудящихся | 0,98 %                  | 0,70 %                  | —                       | —                       | —                       |
| Движение союза суверенитистов    | исп. Movimiento Unión Soberanista, MUS            | 2010 | Артуро Эрнандес          | Левый центр; суверенитет | 0,56 %                  | 0,63 %                  | —                       | —                       | —                       |
| Пуэрто-риканцы за Пуэрто-Рико    | исп. Partido Puertorriqueños por Puerto Rico, PPR | 2007 | Рохелио Фигера           | Левый центр; «зелёная политика», экологизм, самодостаточность, равенство возможностей                                                 | 0,36 %                  | 0,30 %                  | —                       | —                       | —                       |

### Другие политические партии
- Партия гражданского действия (исп. Partido Acción Civil) — основана в 1997 году Энрике Васкесом Кинтана, который был секретарём здравоохранения в администрации губернатора Педро Росельо (Новая прогрессивная партия), для защиты интересы наёмных работников из среднего класса. Столкнувшись с рядом проблем при регистрации партии и выдвижении Кинтаны кандидатом на пост губернатора, она свернула свою деятельность.[11] Деятельность партии была возобновлена адвокатом Нельсоном Росарио 17 октября 2010 года для регистрации в качестве местной партии в Сан-Хуане.[8]
- Партия за демократию через участие (исп. Partido Democracia Participativa) — основана в 2014 году.[12]
- Гражданское движение в защиту семьи (исп. Movimiento Ciudadano Pro Familia) — организована в 2015 году для защиты прав людей и христианских ценностей народа Пуэрто-Рико.[13]
- Партия временного правительства (исп. Partido del Gobierno Provisional) — создана в 2015 году бывшим муниципальным депутатом из Партии независимости Пуэрто-Рико с целью реформировать политическую систему Пуэрто-Рико, в частности, ликвидировать существующие политические партии.[14]
- Партия труда и социального единства (исп. Partido Laboral de Unidad Social).

## Другие политические организации
- Университетская федерация за независимость (исп. Federación Universitaria Pro Independencia) — студенческая социалистическая организация за независимость.
- Социалистическое рабочее движение (исп. Movimiento Socialista de Trabajadores) — социалистическая сепаратистская организация, основанная в 1982 году в результате слияния Революционной социалистической партии и Народного социалистического движения.
- Международная социалистическая организация (исп. Organización Socialista Internacional, OSI) — революционная социалистическая организация, основанная в 1993 году.
- Социалистический Фронт (исп. Frente Socialista) — основан в начале 1990-х годов.
- Народная армия борикуа (исп. Ejército Popular Boricua) — подпольная военно-политическая организация.
- Национальное остосианское движение за независимость (исп. Movimiento Independentista Nacional Hostosiano) — основано 6 мая 2004 года в результате слияния профсоюзов Новое пуэрто-риканское движение за независимость и Остосианский национальный конгресс.
- Националистическая партия Пуэрто-Рико (исп. Partido Nacionalista de Puerto Rico) — создана 17 сентября 1922 года.
- «Возрождённый государственник» (исп. Renacer Estadista) — присоединение к США.
- Новое государственное движение (исп. Nuevo Movimiento Estadista) — присоединение к США.
- Государственная студенческая ассоциация Пуэрто-Рико (исп. Puerto Rico Statehood Students Association) — присоединение к США.
- Движение к социализму (исп. Movimiento al Socialismo) — основано в 2008 году в результате слияния Революционной рабочей партии с организациями Левая революционная молодёжь, Семинар политической подготовки и Политический рабочий проект.
- Пуэрто-риканский институт суверенитистов (исп. Instituto Soberanista Puertorriqueño) — основан Анхелем Кольядо-Шварцом в 2009 году как непартийный и некоммерческий институт политического образования, основной целью которого является пропаганда идеи суверенитета, его целесообразности и возможности для Пуэрто-Рико.[15]
- Движение за воссоединение с Испанией (исп. Movimiento de Reunificación con España, MRE) — организовано Хосе Ньевесом в октябре 2013 года как гражданское политическое движение, которое стремится аннулировать Парижский договор 1898 года и вернуться в Испанию в качестве 18-го автономного сообщества.

## Исторические
- Либерально-реформистская партия (исп. Partido Liberal Reformista; 1870—1873) — преобразована в Федерально-реформистскую партию.
- Либерально-консервативная партия (исп. Partido Liberal Conservador; 1870—1873) — фактически региональное отделение Либерально-консервативной партии Испании, преобразована в Безусловную испанскую партию.
- Федерально-реформистская партия (исп. Partido Federal Reformista; 1873— 1887) — преобразована в Пуэрто-риканскую автономистскую партию.
- Пуэрто-риканская автономистская партия (исп. Partido Autonomista Puertorriqueño; 1887—1897).
- Безусловно испанская партия (исп. Partido Incondicional Español; 1873—1898) — создана членами Либерально-консервативной партии с целью защиты острова от сепаратистов и интеграции в США. После оккупации Пуэрто-Рико Соединёнными Штатами в 1898 году изменила своё название на Оппортунистскую партию.
- Пуэрто-риканская секция Кубинской революционной партии (исп. Sección de Puerto Rico del Partido Revolucionario Cubano; 1895—1902) — независимость от Испании, позже от США, национализм, классический либерализм.
- Ортодоксальная автономистская партия (исп. Partido Autonomista Ortodoxo; 1897).
- Государственно-республиканская партия (исп. Partido Estadista Republicano, PER; 1898—1968) — с 1903 года фактически филиал Республиканской партии США. Выступала за вступление в США. После раскола 1967 года, приведшего к образованию Новой прогрессивной партии, Государственно-республиканская партия не смогла на выборах 1968 года набрать нужного для сохранения регистрации количества голосов и была распущена.
- Федеральная партия (исп. Partido Federal; 1899—1904) — организована бывшими членами Автономистской партии. Автономия, самоуправление. Преобразована в Партию союза.
- Социалистическая партия Пуэрто-Рико (исп. Partido Socialista de Puerto Rico, PSPR; 1899—1956) — основана как Рабочая партия, также называлась Социалистическая рабочая партия. Социалистическая партия Пуэрто-Рико с 21 марта 1915 года. Первоначально была политическим подразделением профсоюза Свободная рабочая федерация, пуэрто-риканского филиала Американской федерации труда, сама партия была филиалом Социалистической партии Америки. Постепенно стала поддерживать вступление в США на правах штата. Вместе с Республиканским союзом была частью избирательного союза, известного как Коалиция, правившего Пуэрто-Рико с 1932 по 1940 годы. Распущена перед выборами 1956 года после перехода своих лидеров в Народно-демократическую партию.
- Пуэрто-риканская республиканская партия (исп. Partido Republicano Puertorriqueño; 1900).
- Федеральная американская партия (исп. Partido Federal Americano; 1900).
- Партия союза (исп. Partido Unión; 1904—1932) — основана на базе распущенной Федеральной партии. В целом выступала за автономию, но включала также сторонников независимости и вступления в США. В 1924 году вступила в союз с Республиканской партией. Одна из ведущих партий Пуэрто-Рико. Пережив ряд расколов, в 1932 году распалась, члены партии вступили в Либеральную партию и Республиканский союз.
- Партия независимости (исп. Partido Independentist; 1912—?).
- Националистическая партия Пуэрто-Рико (исп. Partido Nacionalista de Puerto Rico, PNPR; 1922—1965) — создана в результате раскола Партии союза группой радикально настроенных сторонников независимости Пуэрто-Рико. Подвергалась преследованию со стороны правительства США, в результате чего в 1930-х годах отказалась от участия в выборах в пользу вооружённой борьбы за независимость. 1 ноября 1950 года два члена партии предприняли неудачную попытку убить президента США Гарри Трумена. После смерти основателя и лидера Педро Альбису Кампоса в 1965 году партия развалилась на мелкие группы и фактически прекратила своё существование, хотя формально решение о самороспуске не принималось.
- Республиканский союз (исп. Unión Republicana; 1932—1960) — основан в результате слияния так называемой Чистой республиканской партии и консервативного крыла Альянса (блок Партии союза и республиканцев). Выступал за присоединение к США. Вместе с Социалистической партией был частью избирательного союза, известного как Коалиция, правившего с 1932 по 1940. После распада союза его члены вступили в Новую прогрессивную партию.
- Либеральная партия Пуэрто-Рико (исп. Partido Liberal de Puerto Rico; 1932—1944) — основана после роспуска Партии союза. Выступала за независимость. В целом поддерживала политику Нового курса президента США Ф. Д. Рузвельта и стремилась осуществить его программы в Пуэрто-Рико. С 1932 по 1940 ведущая партия оппозиции. Постепенно растеряв влияние и поддержку среди избирателей распалась.
- Пуэрто-риканская коммунистическая партия (исп. Partido Comunista Puertorriqueño, PCP; 1934—1991) — образована в результате слияния ряда коммунистических групп, существовавших в Пуэрто-Рико с начала 1930-х, при участии членов профсоюзного объединения «Свободная федерация рабочих». Коммунизм, марксизм-ленинизм, независимость, антиимпериализм.
- Объединённая пуэрто-риканская трипартия (исп. Unificación Puertorriqueña Tripartita; 1940—?) — создана в результате слияния Пуэрто-риканской либеральной партии, Республиканского прогрессивного союза и Чистой лейбористской партии.
- Пуэрто-риканская социалистическая партия (исп. Partido Socialista Puertorriqueño, PSP; 1959—1993) — возникла как Движение за независимость активистами, откловшимися от Партии независимости Пуэрто-Рико, Националистической и Коммунистической (англ. Communist Party of Puerto Rico) партий Пуэрто-Рико, при участии студентов — членов Университетской федерации за независимость. Социализм, марксизм, марксизм-ленинизм, геваризм, создание на Пуэрто-Рико независимой демократической рабочей республики. Находилась под сильным влиянием Кубинской революции, сотрудничала с Пуэрто-риканской коммунистической партией. Растеряв поддержку распалась.
- Партия христианского действия (исп. Partido Acción Cristiana, PAC; 1960-е).
- Народная партия (исп. Partido del Pueblo, PP; 1968—1970-е) — основана в результате раскола Народно-демократической партии из-за попытки губернатора Санчеса Вилелья баллотироваться на второй срок.
- Партия пуэрто-риканского союза (исп. Partido Unión Puertorriquena, PUP; 1969—1972).
- Партия пуэрто-риканского обновления (исп. Partido Renovación Puertorriqueño, PRP; 1983—1987) — организована мэром Сан-Хуана Эрнаном Падилья, основателем и лидером Новой прогрессивной партии после её провала на выборах 1980 года. После неудачного выступления на выборах 1984 года партия и не сумев добиться права участвовать в выборах 1988 года самораспустилась.
- Международная социалистическая организация (исп. Organización Socialista Internacional, OSI; 1993—2014) — революционный социализм, коммунизм, троцкизм, самоопределение народов, защита рабочих, борьба против дискриминации.
- Чистая аграрная партия Пуэрто-Рико (исп. Partido Agrícola Puro de Puerto Rico).
- Партия республиканского прогрессивного союза (исп. Partido Unión Republicana Progresista).
- Пуэрто-риканская реформистская партия (исп. Partido Reformista Puertorriqueño).